# ميغيل ريفيرا مورا
ميغيل ريفيرا مورا (بالإسبانية: Miguel Rivera Mora)‏ (ولد في 8 مايو 1961) هو مدرب كرة قدم إسباني، يدرب حاليا نادي ريال بلد الوليد ب.